# Сонячна Сестра
Сонячна Сестра — соціальне підприємство, що працює у трьох африканських країнах — Уганді, Танзанії та Нігерії. Мета підприємства — сприяти ліквідації енергетичної бідності за допомогою заохочення жіночого підприємництва в сільських районах у розвитку відновлюваних джерел енергії, створення прямої мережі продажів, яка на березень 2014 року охоплювала понад 520 підприємців.

## Ресурси Інтернету
- Офіційний сайт Solar Sister